# Medicago Inc.
Medicago Inc. була канадською біотехнологічною компанією корпорації Mitsubishi Tanabe Pharma, яка займалася відкриттям, розробкою та комерціалізацією вакцин-кандидатів та ліків, виготовлених з вірусоподібних частинок, використовуючи рослини як біореактори для виробництва білків за допомогою технології Proficia. Ця технологія полягала у використанні листя рослин як системи продукції біофармацевтиків, що мало б створити швидку, високопродуктивну систему для створення та відбору біотехнологічної продукції. Основними клінічними цілями для продуктів-кандидатів Medicago були противірусні вакцини та терапевтичні антитіла. Medicago Inc. припинила існування в лютому 2023 року.

## Історія
У 1997 році було створено дослідницьке партнерство між Університетом Лаваля та Департаментом сільського господарства Канади. У 1999 році воно було зареєстровано як Medicago, ліцензуючи технологію, досліджену в рамках партнерства, від Міністерства сільського господарства Канади та Університету Лаваля.
Назва компанії походить від латинської назви люцерни, яка була першою рослиною, яку компанія використовувала для розробки своїх технологій. Технології Medicago розвинулися в результаті досліджень Університету Лаваля та Департаменту сільського господарства та харчової промисловості Канади в 1990-х роках.
У вересні 2013 року Philip Morris International придбала 40% акцій Medicago, а решта 60% були придбані Mitsubishi Tanabe Pharma Corporation та іншими компаніями Mitsubishi Group у рамках спільної покупки.
У 2020 році компанія проводила III фазу клінічних випробувань вакцини-кандидата для запобігання сезонному грипу.
Medicago для своєї вакцини проти COVID-19 виростила вірусоподібні частинки в австралійському бур'яні Nicotiana benthamiana. У липні 2020 року компанія розпочала І фазу клінічних випробувань своєї потенційної вакцини проти хвороби COVID-19 — CoVLP, яка просунулася до фази II—III у Канаді та Сполучених Штатах у листопаді 2020. Уряд Канади інвестував 173 мільйони доларів у Medicago, щоб підтримати розробку вакцини Covifenz і допомогти розширити її виробничі потужності. У грудні 2021 року, багатонаціональній III фазі клінічних випробувань, компанія оголосила, що її потенційна вакцина-кандидат CoVLP показала 71 % ефективність і відсутність побічних дій. У лютому 2022 року Департамент охорони здоров'я Канади дозволило використовувати CoVLP (торгова марка Covifenz) для запобігання зараженню COVID-19 у дорослих віком від 18 до 64 років.
У липні 2022 року федеральний уряд Канади вирішив, що не розглядатиме купівлю акцій, що належать материнській компанії Medicago - тютюновій компанії Philip Morris International. Це було зроблено аби подолати проблему прийняття Всесвітньою організацією охорони здоров'я будь-яких продуктів від тютюнових концернів.
У грудні 2022 року Philip Morris викупила Mitsubishi, придбавши 100 % акцій компанії.

## Технологія
У технології, розробленій Medicago, рослини використовувалися біореакторами для виробництва білків для вакцин і терапевтичних препаратів на основі білка. Система продукції рослинного походження мала бути точною та швидкою, щоб скоротити час розробки продукту та запобігти ризику мутацій.
Medicago використала свою запатентовану технологію Proficia, яка є можливою альтернативою традиційним методам виробництва вірусоподібних частинок (VLP) на основі яєць, які надалі використовуються для виробництва потенційних вакцин-кандидатів. Як правило, ліцензовані вакцини проти грипу виготовляються з використанням ембріонів курячих яєць. З живими рослинами як системи продукції, технологія Proficia використовувала виробництво VLP як антигенів у листках рослин, забезпечуючи гнучку високоврожайну систему з потенціалом для виробництва тестового матеріалу протягом періоду росту рослин (один місяць).
Етапи технології:
1. синтез — гени VLP виробляються з відомої вірусної послідовності, на цьому етапі не потрібен живий вірус;
2. інфільтрація — за допомогою методу вакуумної інфільтрації гени VLP вводяться в листя рослини;
3. інкубація — рослини, що містять генетичний матеріал, інкубують протягом днів у спеціальних камерах для виробництва білка для вирощування VLP;
4. збір урожаю — листя збирають, а потім обробляють для вилучення VLP;
5. очищення — матеріал клінічного класу очищається для підготовки до тестування на людях.[20]

VLP є потенційними вакцинами. Вони імітують природну структуру та функцію вірусів, уможливлюючи їх розпізнавання імунною системою. Однак через відсутність основного генетичного матеріалу вірусу VLP є неінфекційними та нездатними до реплікації, як це робить вірус in vivo, тим самим викликаючи імунну відповідь, подібну до природної інфекції, але без супутніх захворювань.

## Вакцина проти COVID-19
Основна стаття: CoVLP
Додаткова інформація: вакцина проти COVID-19.
Провідним кандидатом на вакцину проти COVID-19, CoVLP від Medicago, був VLP, вирощений в австралійському бур'яні Nicotiana benthamiana.
Medicago розробляла потенційну вакцину-кандидат проти COVID-19 у співпраці з урядами Канади та Квебеку, та використовуючи ад'ювант виробництва GlaxoSmithKline.

### І фаза досліджень
Станом на серпень 2020 року вакцину-кандидата Medicago тестували на безпечність, токсичність. У I фазі клінічних випробувань у Квебеку, перевіряли імунну відповідь. У жовтні 2020 року уряд Канади уклав контракт з Medicago на суму до 173 мільйонів доларів США на розробку вакцини проти COVID-19.

### II–III фаза досліджень
У листопаді 2020 року Medicago-GSK розпочала II—III фазу клінічних випробувань своєї потенційної вакцини проти COVID-19.
Станом на січень 2021 року випробування III фази залучало учасників до загальної мети 30 612 осіб. Кожен доброволець отримував дві ін'єкції з інтервалом у 21 день кількістю 3,75 мікрограма CoVLP щоразу. Дослідження III фази планували завершити у квітні 2022 року. У грудні 2021 року CoVLP продемонстрував 71 % ефективності та безпеки за попередніми результатами дослідження III фази.

### Авторизація
У лютому 2022 року Medicago та GlaxoSmithKline отримали дозвіл на CoVLP від Департаменту охорони здоров'я Канади, як схвалену вакцину для запобігання інфекції COVID-19 у дорослих віком від 18 до 64 років. Торгова марка CoVLP — Covifenz.
У березні 2022 року першу канадську вакцину від COVID-19 виробництва Medicago відхилила ВООЗ через те, що тютюнова компанія Philip Morris International володіє часткою в компанії. Агентство ООН має сувору політику щодо взаємодії з тютюновою промисловістю.

### Відкликання та припинення діяльності
Через значну конкуренцію на світовому ринку вакцин і низький попит на Covifenz компанія Mitsubishi оголосила в лютому 2023 року про припинення діяльності Covifenz і Medicago, Inc.

## Aramis Biotechnologies
Aramis Biotechnologies була створена як правонаступник Medicago протягом 2023 року, придбавши інтелектуальну власність і обладнання за угодою з Mitsubishi Chemical Group.